# Sint-Petrus' Stoel van Antiochiëkerk (Uden)
De Sint-Petrus' Stoel van Antiochiëkerk, ook wel de Sint-Petruskerk, is een rooms-katholieke kerk in de Nederlandse plaats Uden. De kerk is gewijd aan de Cathedra van de heilige apostel Petrus.
De eerste Sint-Petruskerk in Uden stamt uit ongeveer 1300. Eind 19e eeuw was de wens om de pastorie te vernieuwen. Aan deze wens werd voldaan en toen verrees aan de kapelstraat een nieuwe pastorie. Doordat de parochiekerk in 1886 afbrandde, werd er vanuit het bisdom besloten om het restant te slopen en een nieuwe kerk te bouwen. De definitieve goedkeuring volgde in 1887 en de jaren erop werd de kerk gebouwd naar ontwerp van Carl Weber. De kerk werd in 1890, nog voordat ze gereed was, ingewijd door Adrianus Godschalk, de bisschop van 's-Hertogenbosch. De twee torenspitsen werden na de wijding voltooid. In 1902 werd de nieuwe pastorie opgeleverd.
De kerk is opgezet als een driebeukige kruisbasiliek. De bouwstijl valt tussen de neoromaanse en de neogotische architectuur. Het middenschip, voorzien van een zadeldak, wordt geflankeerd door twee zijbeuken. De kerk heeft een opvallende achtzijdige koepeltoren boven de viering, waardoor het een kruiskoepelkerk is. Het dak is zo geconstrueerd dat de binnenkant eruitziet als een ster. Aan de oostzijde staan twee smalle, achtzijdige torens voorzien van een ingesnoerde naaldspits. Een van de klokken is gegoten bij Klokkengieterij Petit & Fritsen, gegoten uit metalen van de klokken uit de oude kerk die gedeeltelijk waren gesmolten bij de brand. In de overgang van het transept naar het priesterkoor zijn straalkapellen aangebracht. Het priesterkoor is voorzien van een kooromgang. In de grote muurvlakken in de kerk zijn diverse versieringen aangebracht, zoals rondbogen en lisenen. De koepelschildering is van Jan Oosterman. In de jaren zestig werden glas-in-loodramen geplaatst van Theo Mols.
In de kerk zijn twee oude orgels aanwezig. Het hoofdorgel is in 1906 gebouwd door Theodorus Nöhren en in 1970 door de firma Verschueren gerestaureerd. Later is als koororgel ook een Verschueren-orgel uit 1941 geplaatst, dat afkomstig was van de Tivolikerk in Eindhoven.
Voor de kerk staat, sinds 2014, het Heilig Hartbeeld.Het beeld werd gemaakt door beeldhouwer Wim Harzing en is in 1930 door parochianen aangeboden aan pastoor Swinkels. In 2014 is het beeld gerestaureerd en voor de kerk neergezet. De kerk is in 1976 aangewezen als rijksmonument.

## Galerij

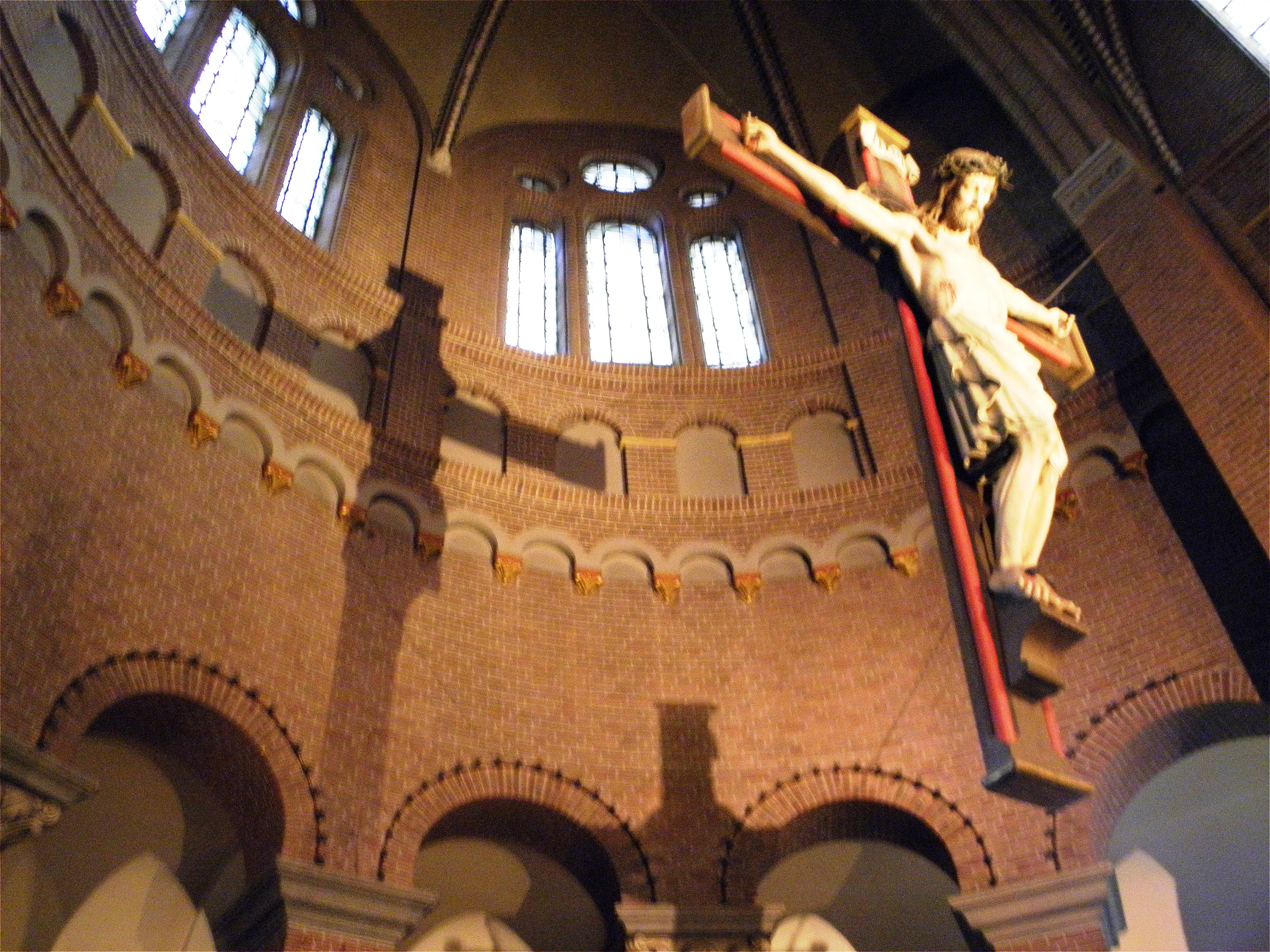
Kruisbeeld
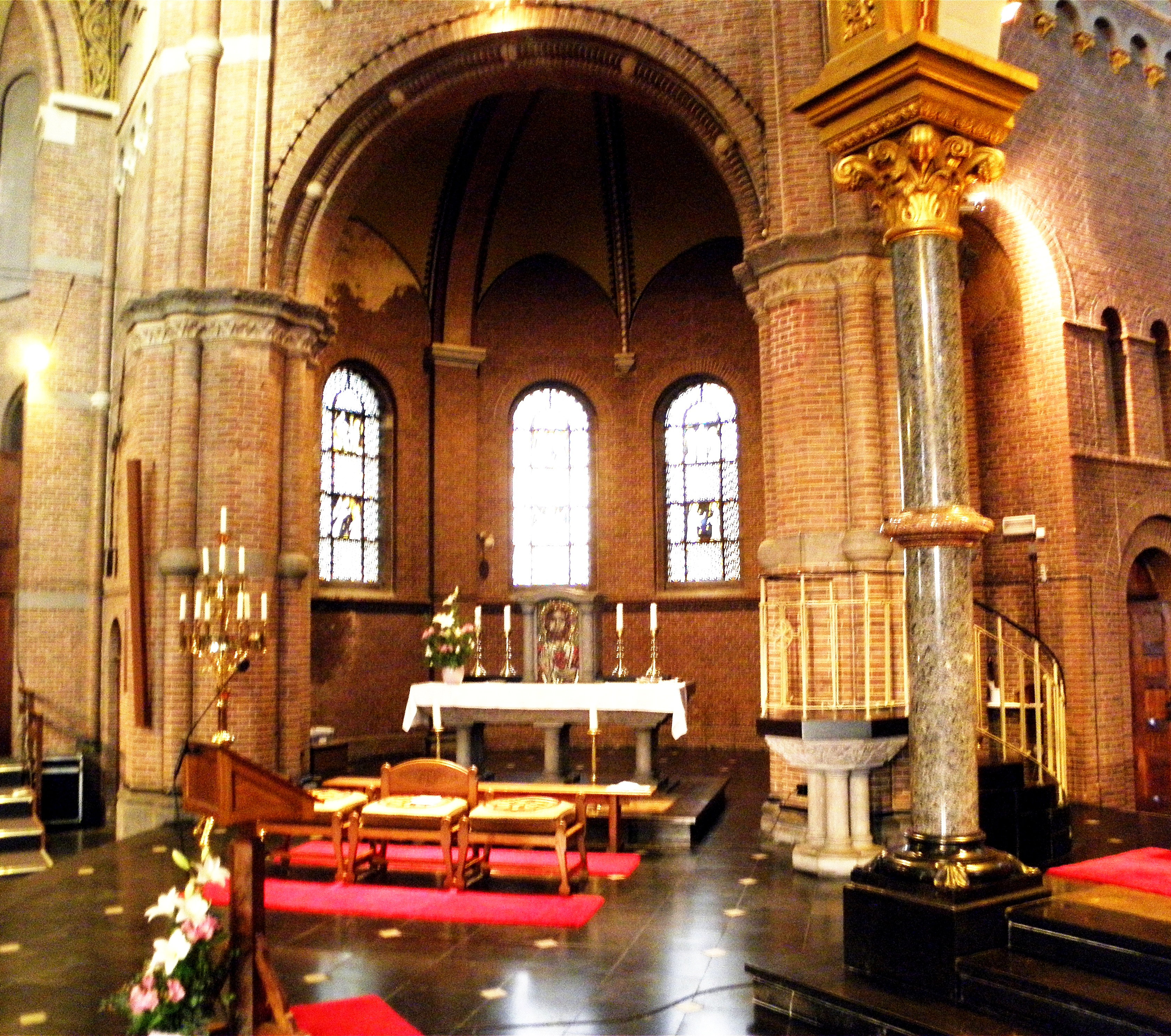
Aanzicht 2012
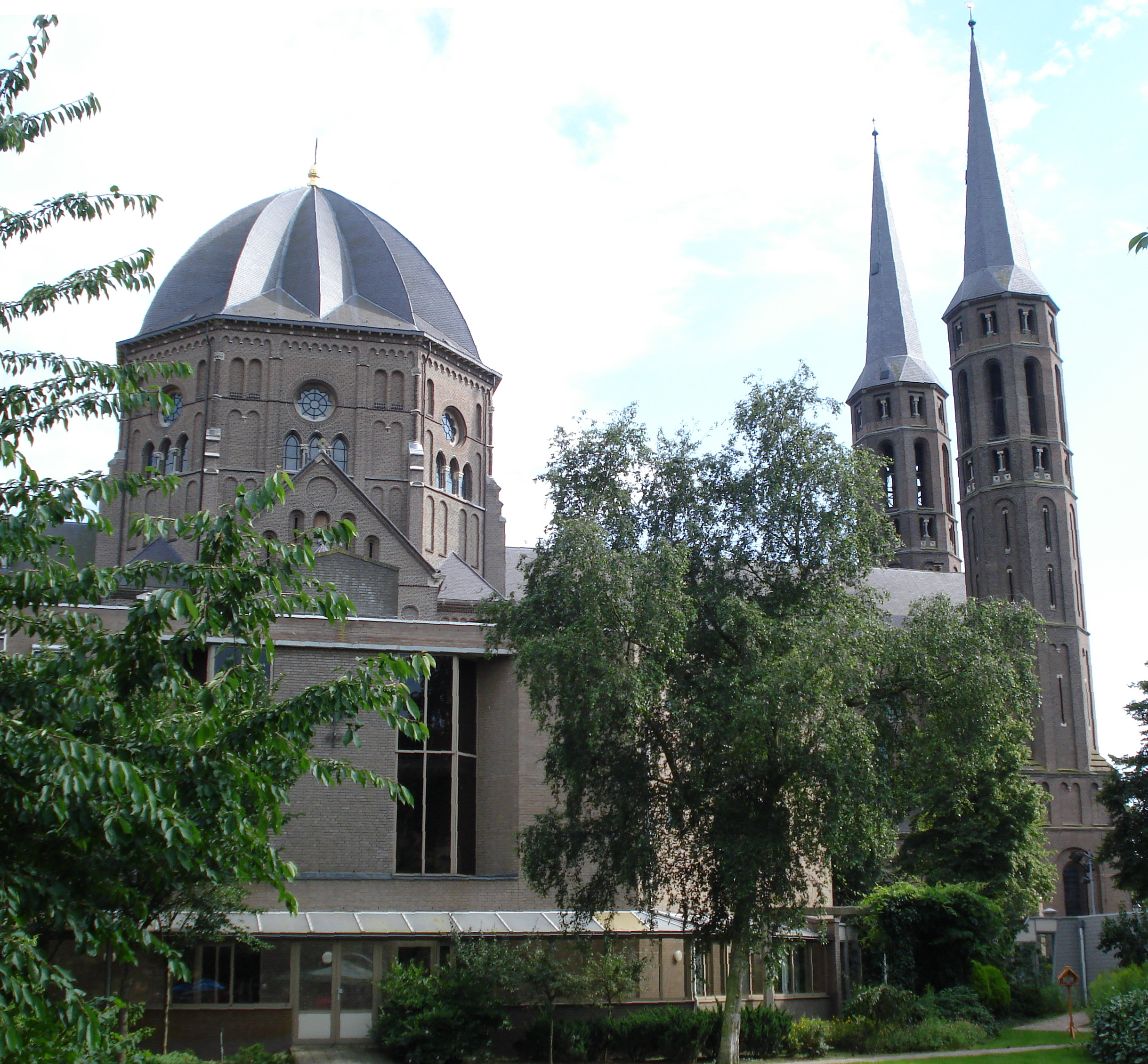
Zijaanzicht in 2010
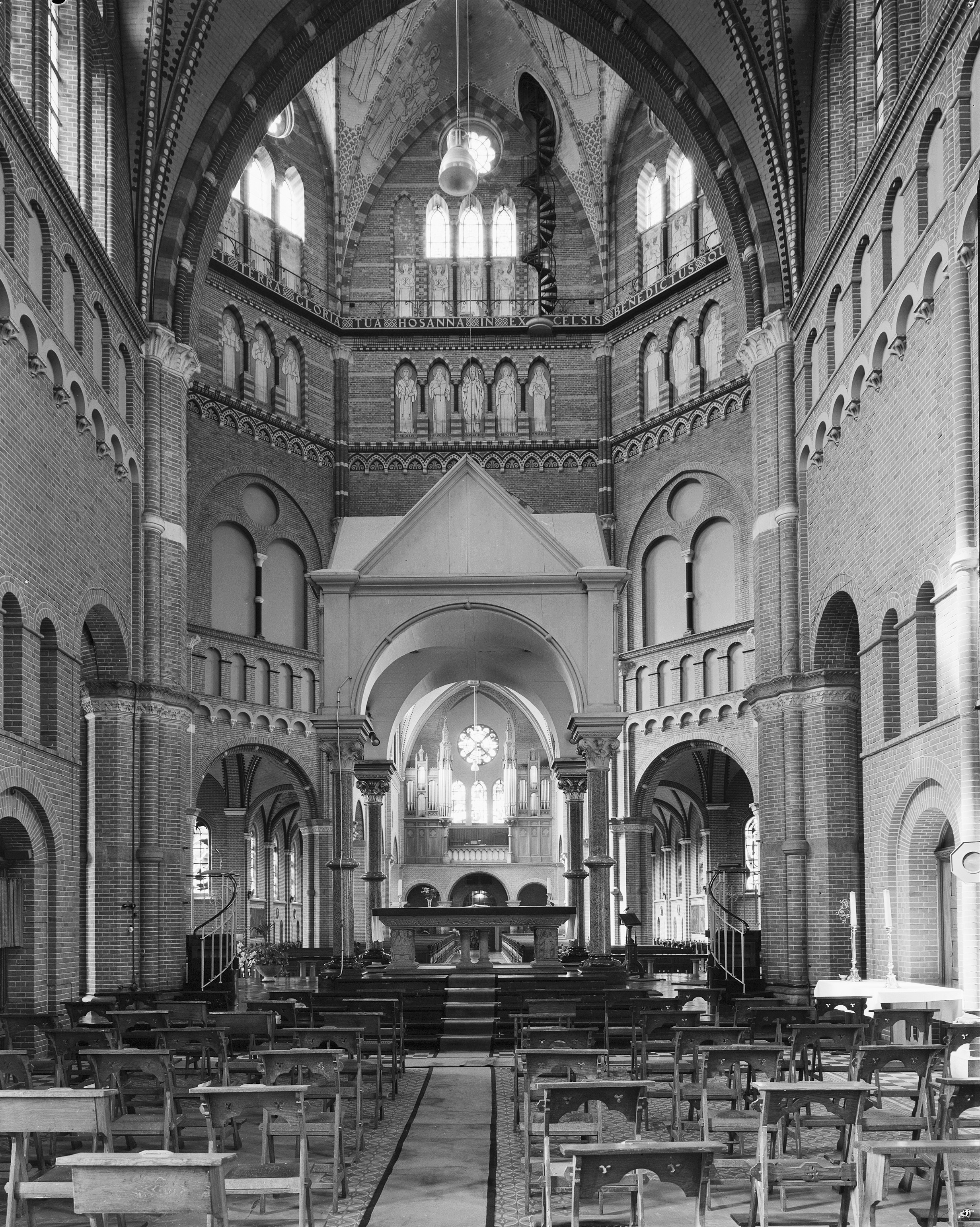
Interieur in 1972
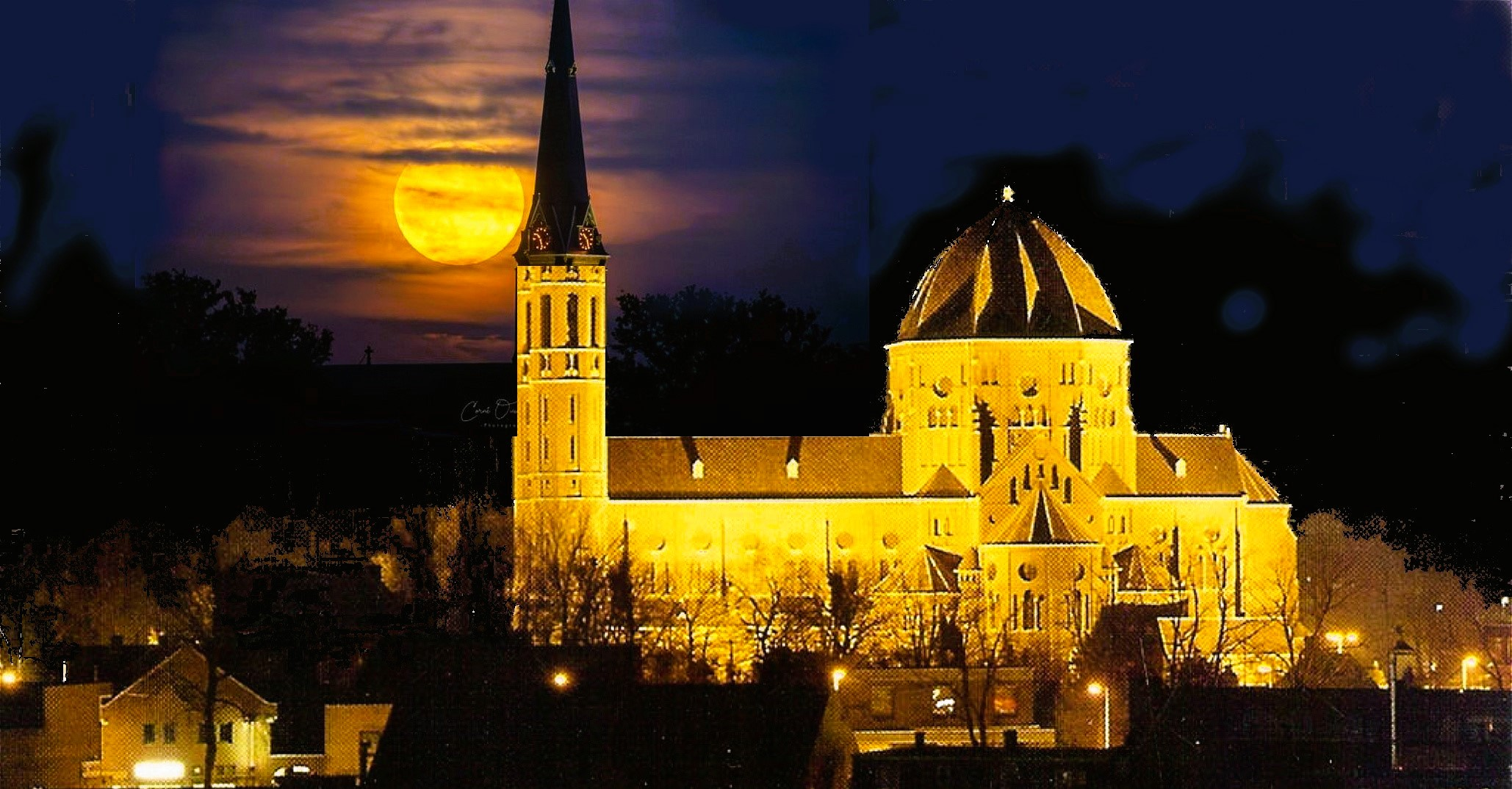
Kerk bij volle maan